# Camp David
A Camp David az Amerikai Egyesült Államok elnökének hivatalos vidéki rezidenciája, amely Washingtontól 62 mérföldre (kb. 100 km) északnyugatra található a Catoctin-hegységben.

## Története

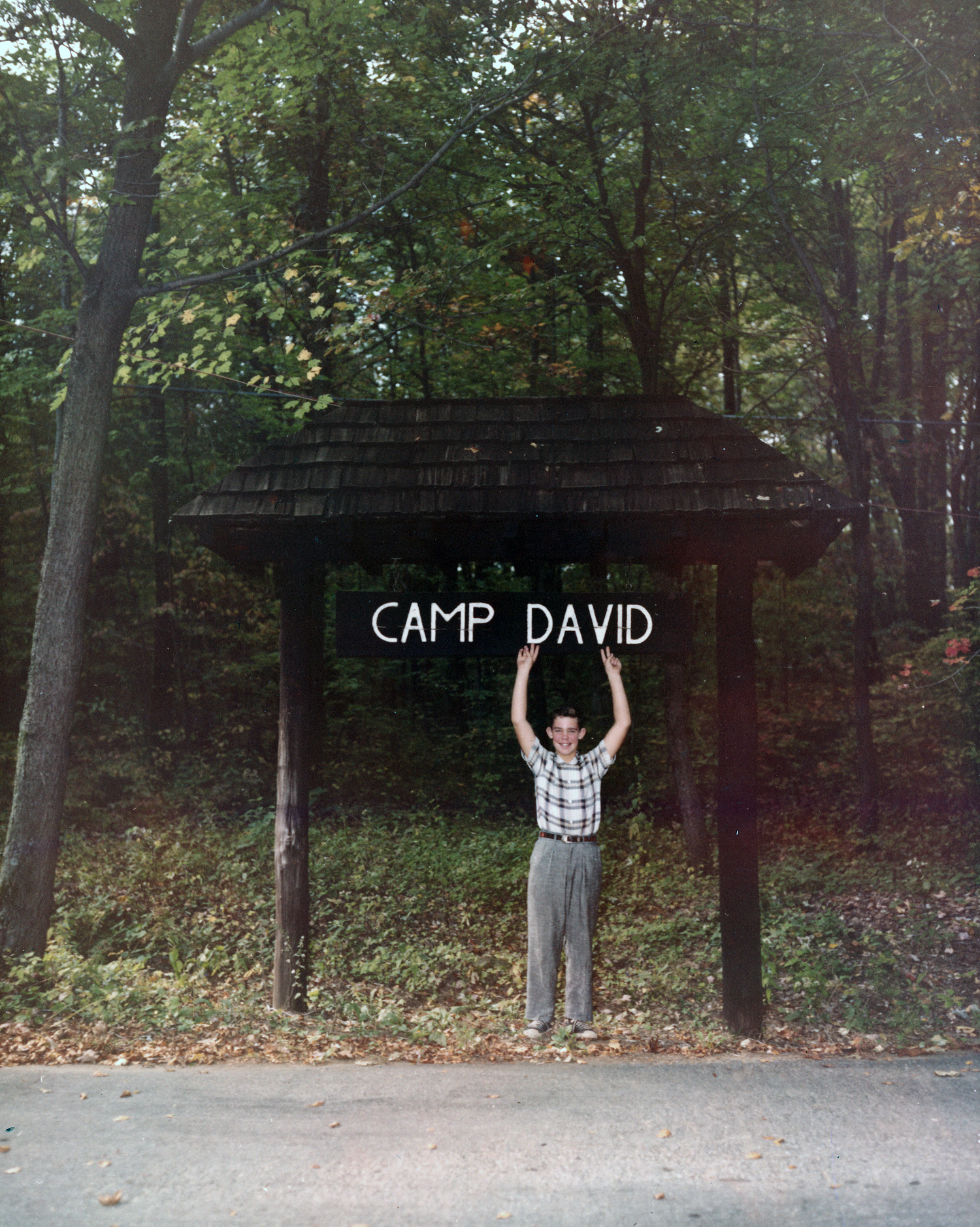
Eisenhower elnök unokája, David Eisenhower, akiről a hely a nevét kapta

Építését 1935-ben kezdték el, eredetileg üdülő céljára a különféle szövetségi intézmények alkalmazottjai és családtagjai részére. Az első részek 1938-ra készültek el. Franklin D. Roosevelt elnök 1942-ben "Shangri-La"-nak nevezte el James Hilton Lost Horizon című könyve alapján, amelyben a hegyi királyságot nevezik így, és az elnök vidéki rezidánciájává tette. Ezt a funkciót addig a Shenandoah Nemzeti Parkban (Madison County, Virginia) található Rapidan Camp (ismertebb nevén Hoover Camp) töltötte be, melyet Herbert Hoover elnök építtetett. A létesítménynek Dwight D. Eisenhower elnök adta a mai nevét egyaránt David nevű apja és unokája után.
Valamennyi későbbi elnök alakított, illetve alakíttatott a helyen: Eisenhower teniszpályát építtetett, Harry S. Truman bővíttette ki téli lakká, később helikopter-leszállópálya is épült hozzá. A tábor körüli sétányt Ronald Reagan építette, Bill Clinton pedig már gyakorlatilag erődítménnyé építtette át.[forrás?]

## A helyhez köthető történelmi események
Már Roosevelt rájött, hogy Camp David hangulata nemcsak nyaralásra és pihenésre, hanem a tárgyalásokra, megbeszélésekre is ideális. Éppen ezért főleg olyan tárgyalásokat tartanak itt, amelyek hosszabb és alaposabb elmélyülést és lazább protokollt igényelnek, amire Washingtonban kevésbé van lehetőség.

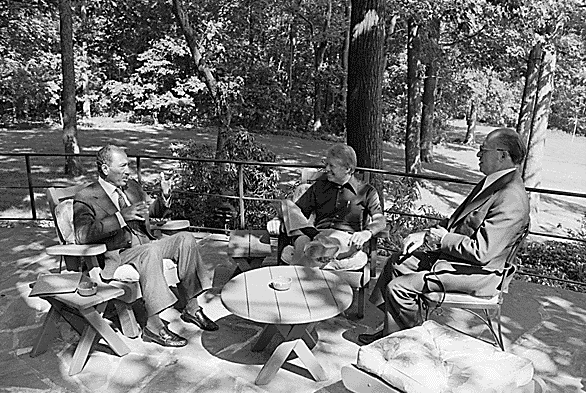
I. Camp David-i csúcs

Nevezetesebb történelmi megbeszélések:
- 1943 májusában Roosevelt és Winston Churchill innen tervezték meg a normandiai partraszállást;
- Dwight D. Eisenhower itt tartotta az első kabinetülést a szívrohama után 1955-ben;
- Eisenhower itt tárgyalt Nyikita Szergejevics Hruscsovval;
- Jimmy Carter közvetítésével itt zajlott le 1978-ban az első Camp David-i csúcs, az egyiptomi Anvar Szadat és az izraeli Menáhém Begín részvételével
- 2012-ben itt zajlott le a G8-ak 38. találkozója

## A tábor leírása
Maga a tábor szigorúan őrzött terület, légtere (hasonlóan a Fehér Házhoz) szigorúan zárt, berepülési tilalom van érvényben felette. A körbekerített terület mintegy 51 hektár, ahol az épületek, a golf- és teniszpályák össze-vissza helyezkednek el, található itt egy helikopter-leszállópálya valamint istálló is, mely a lovaglást kedvelő Kennedy-házaspár számára épült. Egy kis hegycsúcs emelkedik a birtok szélén, az oldalát borító erdőt sétányok és ösvények hálózzák be. A lakóházakat a környező erdők fafajairól nevezték el, így van Holly (magyal), Dogwood (som) vagy Birch (nyír) ház, az elnök bungalója az Aspen Lodge (Rezgőnyárlak) nevet viseli.[forrás?]

## Elnöki látogatások
Az alábbi táblázat azt mutatja, hogy melyik elnök hányszor tartózkodott a rezidencia területén elnöksége alatt. A 21. században ez a szám jelentősen csökkeni kezdett, általában már csak diplomáciai okokból kerül használatra.
| Elnök         | Látogatások | Terminus        |
| ------------- | ----------- | --------------- |
| Roosevelt     | Ismeretlen  | 1933–1945       |
| Truman        | 10          | 1945–1953       |
| Eisenhower    | 45          | 1953–1961       |
| Kennedy       | 19          | 1961–1963       |
| Johnson       | 30          | 1963–1969       |
| Nixon         | 160         | 1969–1974       |
| Ford          | 29          | 1974–1977       |
| Carter        | 99          | 1977–1981       |
| Reagan        | 189         | 1981–1989       |
| G. H. W. Bush | 124         | 1989–1993       |
| Clinton       | 60          | 1993–2001       |
| G. W. Bush    | 150         | 2001–2009       |
| Obama         | 39          | 2009–2017       |
| Trump         | 15          | 2017–2021       |
| Biden         | 36          | 2021–napjainkig |

## Fordítás
Ez a szócikk részben vagy egészben  a   Camp David című angol Wikipédia-szócikk fordításán alapul.  Az eredeti cikk szerkesztőit annak laptörténete sorolja fel. Ez a jelzés csupán a megfogalmazás eredetét és a szerzői jogokat jelzi, nem szolgál a cikkben szereplő információk forrásmegjelöléseként.